# チャン・サイク
チャン・サイク（張 思翼、1949年 - ）は韓国の歌手、演奏家。忠清南道洪城郡広川邑生まれ。善隣商業高等学校と明知大学校を卒業。1995年8月に1集アルバムで歌手になる。代表曲は「찔레꽃（野いちごの花）」。

## アルバム
- 1集 「하늘 가는 길」 （天へ向かう道）
- 2集 「기침」 （キチム [咳]）
- 3集 「허허바다」 （hur hur bada）
- 4集 「꿈꾸는 세상」 （夢見る世界）
- 5集 「사람이 그리워서」 （人が恋しくて）
- 6集 「꽃구경」 （花遊び）

## 公演
- 소리판「따뜻한 봄날 꽃 구경」(2009年5月12日)

## 写真集
- キム・ニョンマン写真集「장사익」